# Хоус, Фил
Филипп Николас Фицджеральд Хоуз (англ. Phillip Nicholas Fitzgerald Hawes; 8 января 1989 г, Нью-Джерси, США) — американский боец смешанных единоборств выступающий под эгидой UFC с 25 сентября 2021 года в среднем весе. За всю свою карьеру выступал под такими известными эгидами, как PFL, Bellator MMA, Brave CF, в том числе и в UFC.
Имеет коричневый пояс по БЖЖ.

## Биография
Фил Хоус родился 8 января 1989 года в Нью-Джерси, штате США. С детства Фил увлекался спортом и в 7 лет начал заниматься вольной борьбой и джиу-джитсу.
Выиграл национальный титул по борьбе среди младших школьников в весе 197 фунтов в Центральном муниципальном колледже Айовы, затем перейдя в Дивизион I штата Айова, где он получил степень по социологии.

## Спортивная карьера

### PFL
Первый свой бой по правилам смешанных единоборств Фил Хоус провел против Брайана Читэма 21 февраля 2014 года. Бой завершился на 55 секунде второго раунда победой Фила.
Проведя еще два боя, Хоус подписывает в 2016 году контракт с PFL. Первый бой в этой организации он провел против Джошуа Ки. Бой завершился на третьей минуте 1 раунда победой Фила.
Но через месяц Фил Хоус проводит бой против американца Луи Тейлора, который наносит ему первое поражение в карьере, задушив гильотиной. После этого боя Фила увольняют из PFL.

### Bellator MMA
После уходя из PFL, Фил решает сделать попытку попасть в UFC, самую популярную спортивную организацию, выступив на 4 сезоне претендентской серии Дэйны Уайта. Его противником стал Джулиан Маркес, шедший на серии из трех побед подряд. Бой завершился победой Маркеса: Джулиан нокаутировал Фила во втором раунде.
Через 2 года Фил Хоус подписывает контракт с Bellator MMA и 14 июня 2019 года дебютирует в ней против Майкла Уилкокса. Филу удалось победить в этом бою, нокаутировав соперника в первом раунде.

### UFC
После ухода из Bellator MMA, проведя еще два боя, в 2020 году Фил Хоус вновь принимает участие в 32 претендентской серии Дэйны Уайта. Его соперником стал Хаджимурат Бестаев. На этот раз Фил смог победить, нокаутировав своего соперника в первом раунде.
Хоус дебютировал в UFC на турнире UFC 254 24 октября 2020 года против Джейкоба Малкуна. Бой продлился всего 18 секунд - Фил Хоус нокаутировал своего соперника.
После этого, победив еще двух соперников (Кайла Докоса и Нассурдина Имавова) Фил Хоус встретился на турнире UFC 268 с Крисом Кертисом. Тогда Хоус шел на серии из 7 побед подряд. Крису удалось победить своего соперника, нокаутировав в конце первого раунда.
После этого боя Фил провел еще три поединка (против Дерона Винна, Романа Долидзе и Икрама Аликсерова), два из которых (двум последним) он проиграл.
На турнире UFC Fight Night: Анкалаев vs. Уокер 2 Фил терпит свое шестое поражение в карьере, проиграв нокаутом Брунно Феррейре.

## Награды и достижения
- Обладатель премии «Лучший бой вечера» против Дерона Винна

## Статистика в смешанных единоборствах
| Боёв 18  | Побед 12 | Поражений 6 |
| -------- | -------- | ----------- |
| Нокаутом | 8        | 5           |
| Сдачей   | 2        | 1           |
| Решением | 2        | 0           |

| Результат | Рекорд | Соперник           | Способ                      | Турнир                                   | Дата            | Раунд | Время | Место                        | Примечание                             |
| --------- | ------ | ------------------ | --------------------------- | ---------------------------------------- | --------------- | ----- | ----- | ---------------------------- | -------------------------------------- |
| Поражение | 12-6   | Брунну Феррейра    | КО (удары руками)           | UFC Fight Night: Анкалаев vs. Уокер 2    | 13 января 2024  | 1     | 4:55  | Лас-Вегас, Невада, США       |                                        |
| Поражение | 12-5   | Икрам Алискеров    | КО (удары руками)           | UFC 288                                  | 6 мая 2023      | 1     | 2:10  | Ньюарк, Нью-Джерси, США      |                                        |
| Поражение | 12-4   | Роман Долидзе      | КО (удары руками)           | UFC Fight Night: Каттар против Аллена    | 29 октября 2022 | 1     | 4:09  | Лас-Вегас, Невада, США       |                                        |
| Победа    | 12-3   | Дерон Винн         | КО (удары локтями)          | UFC on ESPN: Каттар vs. Эмметт           | 18 июня 2022    | 2     | 4:25  | Остин, Техас, США            | Награда «Лучший бой вечера».           |
| Поражение | 11-3   | Крис Кертис        | КО (удары руками)           | UFC 258                                  | 6 ноября 2021   | 1     | 4:27  | Нью-Йорк, США                |                                        |
| Победа    | 11-2   | Кайл Докас         | Единогласное решение        | UFC on ESPN: Родригес vs. Уотерсон       | 8 мая 2021      | 3     | 5:00  | Лас-Вегас, Невада, США       |                                        |
| Победа    | 10-2   | Нассурдин Имавов   | Раздельное решение          | UFC Fight Night: Блейдс против Льюиса    | 20 февраля 2021 | 3     | 5:00  | Лас-Вегас, Невада, США       |                                        |
| Победа    | 9-2    | Джейкоб Малкун     | КО (удары руками)           | UFC 254                                  | 24 октября 2020 | 1     | 0:18  | Абу-Даби, ОАЭ                | Дебют в UFC.                           |
| Победа    | 8-2    | Хаджимурат Бестаев | KO (удары)                  | 4 сезон претендентской серии Дэйны Уайта | 8 сентября 2020 | 1     | 1:18  | Лас-Вегас, Невада, США       |                                        |
| Победа    | 7-2    | Юрий Фрага         | KO (удары руками)           | Brave CF 34                              | 8 сентября 2020 | 1     | 4:42  | Любляна, Словения            |                                        |
| Победа    | 6-2    | Доминик Шобер      | Сдача (удушающий прием)     | Brave CF 30                              | 23 ноября 2019  | 1     | 3:45  | Хайдарабад, Индия            | Дебют в Brave CF.                      |
| Победа    | 5-2    | Майкл Уилкокс      | TKO (остановка врачом)      | Bellator 222                             | 14 июня 2019    | 1     | 5:00  | Нью-Йорк, США                | Дебют в Bellator.                      |
| Поражение | 4-2    | Джулиан Маркес     | KO (удары)                  | 1 сезон претендентской серии Дэйны Уайта | 1 августа 2017  | 2     | 2:20  | Лас-Вегас, Невада, США       | Первое участие в претендентской серии. |
| Поражение | 4-1    | Луи Тейлор         | Удушающий прием (гильотина) | PFL: 32                                  | 30 июля 2016    | 2     | 2:15  | Эверетт, Вашингтон, США      |                                        |
| Победа    | 4-0    | Джошуа Ки          | KO (удары)                  | PFL: 31                                  | 17 июня 2016    | 1     | 2:52  | Машантукет, Коннектикут, США | Дебют в PFL.                           |
| Победа    | 3-0    | Брэндон Коллинз    | Удушающий приём             | Global Knockout: 2                       | 18 октября 2014 | 1     | 3:06  | Джексон, Калифорния, США     |                                        |
| Победа    | 2-0    | Энтони Пинкард     | KO (удары)                  | Global Knockout: The Return              | 14 июня 2014    | 2     | 0:25  | Джексон, Калифорния, США     |                                        |
| Победа    | 1-0    | Брайан Читэм       | KO (удары)                  | Legacy Fighting Championship 28          | 21 февраля 2014 | 2     | 0:55  | Сан-Антонио, Техас , США     | Дебют в среднем весе.                  |

## Статистика в кикбоксинге
| Результат | Рекорд | Соперник    | Способ               | Турнир                          | Дата           | Раунд | Время | Место            | Примечание          |
| --------- | ------ | ----------- | -------------------- | ------------------------------- | -------------- | ----- | ----- | ---------------- | ------------------- |
| Победа    | 1-0-0  | Реза Гудари | Единогласное решение | MAX Kickboxing - Ultimate Fight | 22 апреля 2018 | 3     | 3:00  | Паттайя, Таиланд | Дебют в кикбоксинге |